# Hanyu Naotake
Hanyū Naotake (羽生 直剛 Vũ Sinh Trực Cương) sinh ngày 22 tháng 12 năm 1979 tại thành phố Chiba, huyện Chiba, Nhật Bản là một cầu thủ bóng đá Nhật Bản, chơi ở vị trí tiền vệ. Anh đang chơi cho CLB Tokyo.

## Thi đấu cho đội tuyển quốc gia
| Mùa       | St | Bt |
| --------- | -- | -- |
| 2006      | 5  | 0  |
| 2007      | 7  | 0  |
| 2008      | 5  | 0  |
| Tổng cộng | 17 | 0  |

| Năm  | Giải thi đấu                      | Thể loại | Trận | Trận | Bàn thắng | Xếp hạng của đội |
| Năm  | Giải thi đấu                      | Thể loại | Được | Db   | Bàn thắng | Xếp hạng của đội |
| ---- | --------------------------------- | -------- | ---- | ---- | --------- | ---------------- |
| 2006 | Vòng loại Cúp bóng đá châu Á 2007 | Senior   | 1    | 3    | 0         | Đủ điều kiện     |
| 2007 | Cúp bóng đá châu Á 2007           | Senior   | 0    | 5    | 0         | thứ 4            |

## Thành tích

### Jef United Chiba
- Vô địch Giải vô địch bóng đá quốc gia Nhật Bản: 2005, 2006

### F.C. Tokyo
- Vô địch Giải vô địch bóng đá quốc gia Nhật Bản: 2009